# Selita Ebanks

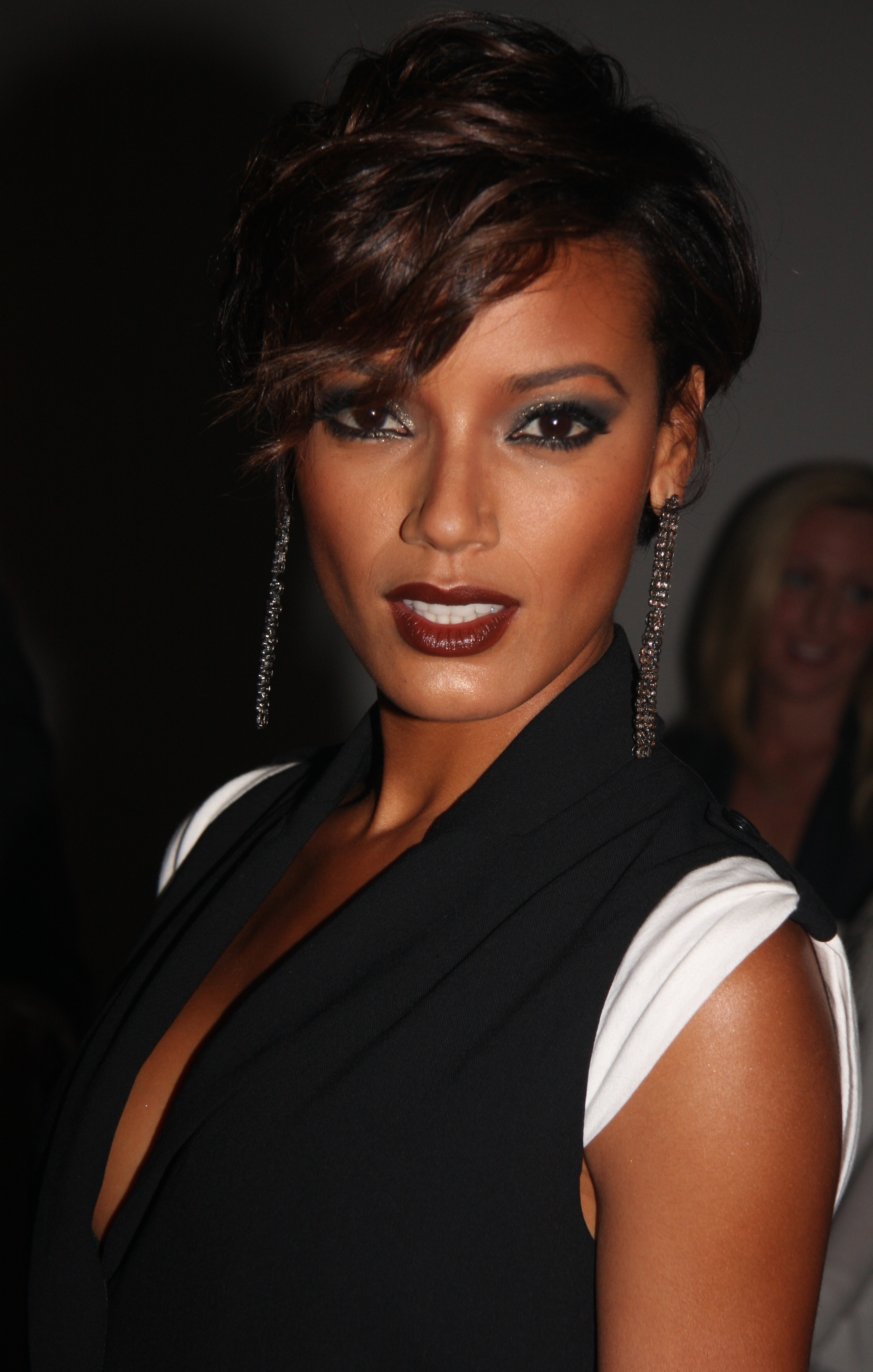
Selita Ebanks

Selita Ebanks (n. 15 februarie 1983, George Town, Insulele Caiman) este un fotomodel. Ebanks a devenit cunoscută după ce la Victoria’s Secret a înlocuit modelul american Tyra Banks.

## Date biografice
Selita a fost descoperită în George Town, când avea 17 ani. Când cariera ei a devenit ascendentă s-a hotărât printr-o operație estetică să-și mărească sânii. Ea a lucrat împreună cu persoane și firme renumite din branșa modei ca: Tommy Hilfiger, Levi’s, Ralph Lauren und Abercrombie & Fitch. Din anul 2003 este angajată la Victoria’s Secret. Selita Ebanks ocupă locul 12, pe lista celor mai bine plătite modelele. Din viața ei privată, Ebanks a trăit împreună cu rapperul Nick Cannon, de care se desparte în octombrie 2007.